# Condac
Condac är en kommun i departementet Charente i regionen Nouvelle-Aquitaine i västra Frankrike. Kommunen ligger  i kantonen Ruffec som ligger i arrondissementet Confolens. År 2022 hade Condac 460 invånare.

## Befolkningsutveckling
Antalet invånare i kommunen Condac
Referens:INSEE